# マリーナ・マンダリン・シンガポール

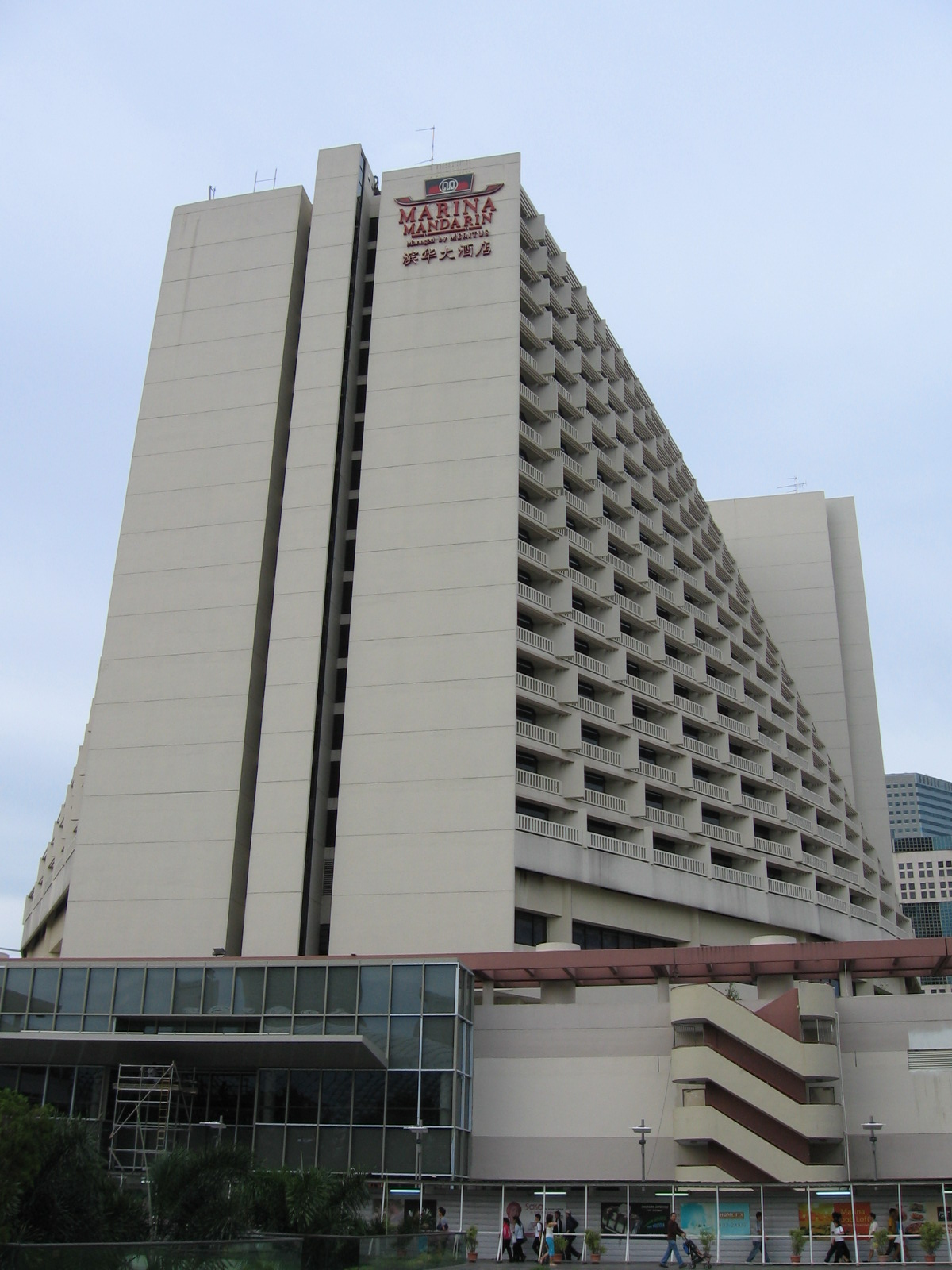

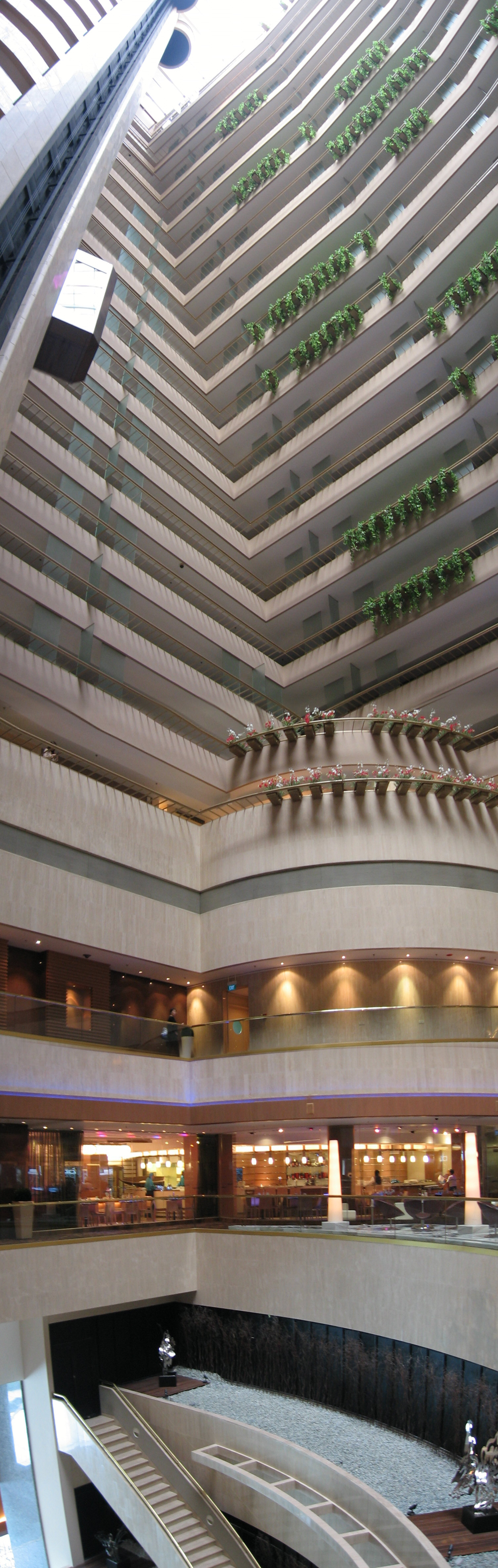

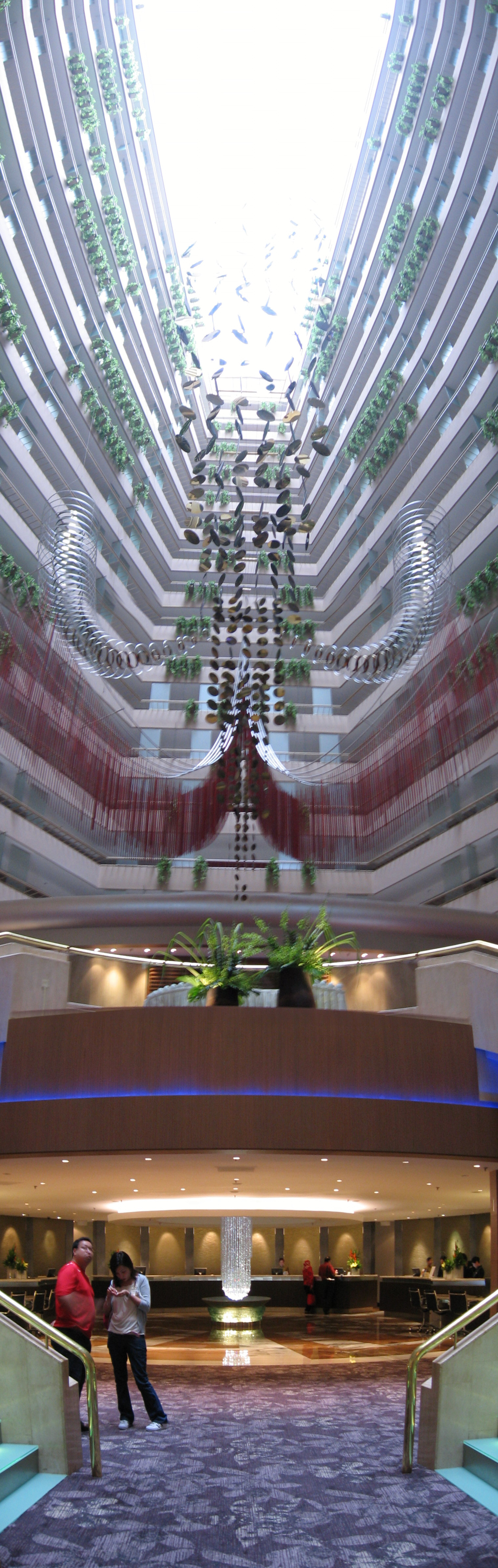

マリーナ・マンダリン・シンガポール(Marina Mandarin Singapore)は1987年に開業したシンガポールの最高級ホテルである。運営はシンガポールのメリタス・ホテルズ&リゾーツである。ホテル名は似ているが、マンダリン・オリエンタルホテルグループとバンコクのマンダリン・ホテルとはいずれも無関係である。シンガポールのホテルで唯一リーディングホテルズ・オブ・ザ・ワールドに加盟している。

## 特徴
天井まで吹き抜けのロビーが高級な開放感を与えるホテル。マリーナ湾に面した場所にある。
2000年に改装が終了した客室はアメリカ人デザイナーのクリフ・タトルがデザインした。広さは、一番下のグレードであるデラックスで約32平方メートルである。
マリーナ湾に面したホテルは同ホテルを含めて3軒あり（他の2軒はマンダリン・オリエンタル・シンガポールとザ・リッツ・カールトン・ミレニア・シンガポール）、唯一全室にバルコニーが付いている。
575室。

## 設備
- リストランテ ボローニャ(Ristorante Bologna)　イタリア料理
- 鴻桃軒(Peach Blossoms)　広東料理
- アトリウム ラウンジ(Atrium Lounge & Senses Patisserie)　カフェ
- アクアマリン(AquaMarine)　シーフード
- スパ
- プール　屋外に1か所

など